# 위험한 거짓말들
《위험한 거짓말들》(영어: Dangerous Lies)은 2020년 넷플릭스에서 방영한 미국의 심리 스릴러 영화로, 마이클 스콧이 감독을 맡았다.

## 줄거리
케이티와 애덤은 지불하지 않은 청구서가 밀려있는 젊은 부부이다. 케이티는 식당에서 일하고, 애덤은 학교에 다니며 힘겹게 살아간다. 어느 날 밤 케이티가 일하는 식당에서 강도 사건이 발생하지만 애덤이 강도들을 물리친다.
이후 케이티는 부유한 노인 레너드의 간병인으로 일하게 되고, 둘은 가까워진다. 케이티의 재정적인 어려움을 알게 된 레너드는 돈으로 도와주려 하지만, 케이티는 대신 애덤을 정원사로 고용해달라고 부탁한다.
어느 날 미키 헤이든이라는 부동산 중개인이 나타나 집을 사겠다는 고객이 있다고 말하지만 케이티는 팔지 않겠다고 한다. 이후 헤이든은 부부를 계속해서 지켜본다. 레너드는 케이티에게 7천 달러 수표를 써준다. 케이티는 거절하려 하지만 애덤에게 설득돼 그 돈으로 밀린 청구서를 해결하고 남은 돈은 레너드에게 돌려주기로 한다.
다음 날 케이티와 애덤은 레너드가 죽어있는 것을 발견하고 슬픔에 잠긴다. 이들은 트렁크에서 많은 현금을 발견하고, 경찰에 신고하지 않고 돈을 갖기로 결정한다. 레너드의 장례식에서 변호사 줄리아는 레너드가 모든 재산을 케이티에게 남겼다는 것을 알려준다.
케이티와 애덤은 레너드의 집으로 이사하지만, 헤이든이 다시 나타나 케이티를 위협한다. 동시에 형사 체슬러는 애덤을 의심하고, 레너드의 죽음과 식당 강도 사건을 조사하기 시작한다. 형사와 대화를 나눈 뒤 케이티도 애덤을 의심하게 된다.
애덤을 추궁하기 위해 집을 수색하던 중 케이티는 창고에서 비밀 방을 발견하고 그곳에서 총에 맞아 죽은 레너드의 이전 정원사 이선과 다이아몬드 가방을 발견한다. 애덤은 헤이든이 3백만 달러 상당의 다이아몬드를 훔쳐 감옥에서 들어갔다가 최근 출소한 범죄자라는 사실을 알게 되고, 이선은 헤이든의 범죄 파트너였으며 다이아몬드를 차지하기 위해 헤이든이 그를 죽였다는 것을 깨닫는다. 치명상을 입었던 이선은 레너드 집으로 도망쳤다가 죽은 것이었다. 헤이든은 이 집 어딘가에 숨겨져 있을 다이아몬드를 찾으려고 한다.
애덤과 케이티는 다락방에서 발견한 현금을 가지고 도망치기로 결정하지만, 헤이든이 나타나 케이티를 총으로 위협하며 다이아몬드를 내놓으라고 한다. 애덤과 헤이든은 총격전을 벌이고 둘 다 죽는다. 줄리아가 도착하고, 케이티는 헤이든이 레너드에게 약을 과다 투여해 살해했다고 말한다. 줄리아는 헤이든의 총을 집어 케이티에게 겨누며 자신이 헤이든의 국선 변호인이었고 이 음모의 일부였다는 것을 밝힌다. 줄리아는 다이아몬드를 요구하지만 케이티는 애덤이 숨겼으며 어디에 있는지 모른다고 말한다. 그때 체슬러가 도착하여 줄리아를 사살한다.
4개월 후 체슬러는 임신한 케이티에게 집을 수색했지만 다이아몬드를 찾지 못했다고 말한다. 마지막 장면에서 케이티는 정원 살수기를 틀어놓고 떠난다. 물 때문에 흙이 쓸려 내려가고, 애덤이 죽어가면서 암시했던 것처럼 다이아몬드가 나무 아래에 묻혀 있다는 것이 밝혀진다.

## 출연
- 커밀라 멘데스 - 케이티 프랭클린 역
- 제시 T. 어셔 - 애덤 케트너 역
- 제이미 정 - 줄리아 바이런김 역
- 캠 지간데이 - 미키 헤이든 역
- 사샤 알렉산더 - 체슬러 형사 역
- 엘리엇 굴드 - 레너드 웰즐리 역
- 닉 퍼차 - 버스보이 찰리 역